# Joseph Patrick McFadden
Pour les articles homonymes, voir McFadden.
 Joseph Patrick McFadden , né le 22 mai 1947 à West Philadelphia, aux États-Unis et mort le 2 mai 2013 à Philadelphie aux États-Unis, est un prélat catholique américain.

## Biographie
Joseph McFadden poursuit ses études au séminaire Saint-Charles-Borromée de Philadelphie. Il est ordonné prêtre  en 1981. En 2004, il est nommé évêque auxiliaire de Philadelphie et évêque titulaire d'Horreomargum (de). Mgr McFadden est nommé évêque de Harrsiburg en 2010.

### Sources
- Profil sur Catholic hierarchy